# Pickaninny

Pickaninny (auch picaninny, piccaninny oder pickinninie) ist ein Wort, das ursprünglich von Menschen in der Karibik als Bezeichnung für ihre Babys verwendet wurde und sich allgemein auf kleine Kinder bezieht. Das Wort "Pickaninny" wurde vom portugiesischen pequenino (sehr klein abgeleitet, der Verkleinerungsform des Wortes pequeno für klein). Im englischen Sprachgebrauch wird es meist für ein dunkelhäutiges Kind verwendet.

## Bedeutung und Verwendung
Im Gegensatz zu dieser neutralen Bedeutung wurde das Wort in Nordamerika als rassistische Beleidigung verwendet, die sich auf ein dunkelhäutiges Kind afrikanischer Abstammung bezieht. In der heutigen Zeit wird der Begriff meist nur noch im Zusammenhang einer archaischen Darstellung oder Karikatur benutzt, die in einem abfälligen und rassistischen Sinne verwendet wird.
In den südlichen Vereinigten Staaten wurde Pickaninny lange Zeit als Bezeichnung für die Kinder afrikanischer Sklaven, später auch aller dunkelhäutigen Afroamerikaner verwendet. So gab es auch Pickaninny-Babypuppen und Schlaflieder mit dem Begriff Pickaninny. Die erste berühmte Picaninny-Figur war 1852 „Topsy“ in Harriet Beecher Stowes Anti-Sklaverei-Roman Onkel Toms Hütte. Der Begriff wurde aber bereits 1831 von Mary Prince in ihrem Anti-Sklaverei-Traktat „The History of Mary Prince“ verwendet, wo sie über sich selbst als Sklavin erzählt. Laut dem Gelehrten Robin Bernstein, der die Bedeutung im Kontext der Vereinigten Staaten beschreibt, zeichnet sich der Pickaninny durch drei Eigenschaften aus: „Die Figur ist immer jugendlich, immer farbig und immer widerstandsfähig, wenn auch nicht immun gegen Schmerzen“.

## Verwendung im 20. Jahrhundert
In Australien wurde Pickaninny als Bezeichnung für ein Aborigine-Kind benutzt und wird noch immer in einigen indigenen Kriol-Sprachen verwendet. Das Wort spiegelt sich in historischen Zeitungsartikeln und zahlreichen Ortsnamen wider. Beispiele für Letzteres sind Piccaninnie Ponds und Piccaninny Lake in Südaustralien, Piccaninny-Krater und Picaninny Creek in Westaustralien und Picaninny Point in Tasmanien.
Der Begriff Pickaninny wurde von dem britischen konservativen Politiker Enoch Powell kontrovers verwendet („wide-grinning picaninnies“), als er in seiner Rede „Rivers of Blood“ am 20. April 1968 einen Brief zitierte. 1987 verteidigte Gouverneur Evan Mecham aus Arizona die Verwendung des Begriffs und behauptete: „Als ich ein Junge war, bezeichneten Schwarze selbst ihre Kinder als Pickaninnys. Daher kann es keine ethnische Beleidigung für irgendjemanden sein.“ Bevor er Bürgermeister von London wurde, schrieb Boris Johnson, dass „die Queen hat das Commonwealth lieben gelernt, zum Teil, weil es sie regelmäßig mit jubelnden Massen fahnenschwingender Piccaninnies begrüßt wurde.“ Später entschuldigte er sich für den Artikel, in dem er auch äußerte, Schwarze hätten einen niedrigeren IQ.
Der Begriff Pickaninny hat mit der Zeit Einzug in ganz andere Bereiche gehalten und wird mitunter in England als technischer Begriff im Schach verwendet, wenn ein Spieler für eine bestimmte Anzahl von Zügen eines schwarzen Bauern verwendet. Siehe: Schachkomposition#Häufige Themen, Kombinationen, Manöver.